# Крати
Крати (итал. Crati) — река в области Калабрия Итальянской Республики. Площадь водосборного бассейна составляет 2448 км² (945 миль²).

## Обзор
В классической античности река была известна как Кратис или Кратер (итал. Crathis или итал. Crater). Ликофрон и Феокрит упоминают реку в своих стихах. Еврипид восхваляет реку и утверждает, что она может изменить цвет волос на каштановый. Другие упоминают разные цвета, а Плиний Старший пишет, что она делала овец белыми. По словам Страбона, река получила свое название потому, что представляла собой смесь вод, как и река Кратис в Ахее. Павсаний и Геродот также упоминают об этом, но утверждают, что река была названа в честь реки Кратис.